# Земля Аделі
Земля́ Аделі́ (фр. Terre Adélie) — сектор Антарктики, на який претендує Франція, є частиною її Південних і Антарктичних територій. Межі території проходять по узбережжю Антарктиди між точками з координатами 66° 12' пд.ш. 136° 11' сх.д. і 66° 48' пд.ш. 142° 02' сх. довготи, від цих точок кордон іде вглиб континенту на 2600 км аж до Південного полюса. Загальна довжина берегової лінії становить близько 350 км. Утворена територія займає площу понад 432 тис. км², яка майже повністю покрита кригою.
Узбережжя було відкрито в 1840 році французьким мореплавцем Жюлем Дюмон Дюрвілем, і названо ним на честь своєї дружини Аделі.
З 12 січня 1956 р. на території діє постійна цілорічна французька науково-дослідна полярна станція Дюмон Дюрвіль, розташована на антарктичному узбережжі з координатами 66° 40' пд.ш. 140° 01' східної довготи. Населення становить 33 людини взимку і до 78 людей влітку. Перша ж французька станція Порт-Мартін була заснована 9 квітня 1950 р. в точці з координатами 66° 49'04" пд.ш. 141° 23'39" сх.д., але була знищена пожежею в ніч з 23 на 24 січня 1952 р. Зимове населення Порт-Мартіна становило 11 осіб в 1950 р. і 17 чоловік в 1951 р.
У Франції також була ще одна полярна база — станція Шарко, розташована в глибині континента на антарктичному крижаному щиті на висоті 2400 м, в 320 км від станції Дюмон Д'юрвіль, координати 69° 22' пд.ш. 139° 01' сх.д. Станція була відкрита в 1957 р. напередодні Міжнародного геофізичного року і проіснувала до 1960 р. Персонал станції складався всього з трьох осіб. База являла собою приміщення, головним чином вкопані в сніг, для захисту від сильних вітрів.
Земля Аделі з обох сторін межує з Австралійською антарктичною територією, а саме з Землею Клер (частина Землі Вілкса) на заході і з Землею Георга V на сході.